# Davis Cup 2021 – vyřazovací kolo 2. světové skupiny
Vyřazovací kolo 2. světové skupiny Davis Cupu 2021 představovalo dva mezistátní tenisové zápasy hrané mezi 26.–27. a 27.–28. listopadem 2021. V rámci Davis Cupu 2021 do něj nastoupily čtyři týmy, které vytvořily dva páry. Dvoudenní vzájemná mezistátní utkání se konala ve formátu na tři vítězné body (čtyři dvouhry a čtyřhra). Jeden z členů dvojice hostil duel na domácí půdě.
Do premiérového ročníku soutěže v tomto formátu se kvalifikovali čtyři nejníže postavení vítězové na žebříčku ITF k 20. září 2021 z duelů 2. světové skupiny 2021. Dvě vítězná družstva z vyřazovacího kola se připojila k účastníkům baráže 1. světové skupiny 2022 a dva poražení sestoupili do baráže 2. světové skupiny 2022.

## Přehled
Vyřazovacího kola 2. světové skupiny se zúčastnily čtyři týmy:
- 4 nejníže postavení vítězové 2. světové skupiny 2021

Nasazené týmy
- Tunisko (55.)
- Dánsko (56.)

Nasazené týmy
- Maroko (60.)
- Zimbabwe (62.)

Žebříček ITF k 20. září 2021.
| Vyřazovací kolo 2. světové skupiny | Vyřazovací kolo 2. světové skupiny | Vyřazovací kolo 2. světové skupiny | Vyřazovací kolo 2. světové skupiny | Vyřazovací kolo 2. světové skupiny | Vyřazovací kolo 2. světové skupiny | Vyřazovací kolo 2. světové skupiny |
| Domácí                             | výsledek                           | hosté                              | místo konání                       | areál / hala                       | povrch                             |                                    |
| ---------------------------------- | ---------------------------------- | ---------------------------------- | ---------------------------------- | ---------------------------------- | ---------------------------------- | ---------------------------------- |
| Tunisko [1]                        | 4–0                                | Zimbabwe                           | Tunis                              | Tennis Club de Tunis               | antuka                             |                                    |
| Maroko                             | 1–3                                | Dánsko [2]                         | Marrákeš                           | Royal Tennis Club de Marrakech     | antuka                             |                                    |

## Zápasy vyřazovacího kola 2. světové skupiny

### Tunisko vs. Zimbabwe
| | Tunisko | 4 :                                                                 | 0   | Zimbabwe |     |            |
| --- | ------- | ------------------------------------------------------------------- | --- | -------- | --- | ---------- |
| Tennis Club de Tunis, Tunis, Tunisko 26.–27. listopadu 2021 antuka |         |                                                                     |     |          |     |            |
| \| \| \| \| 1. \| 2. \| 3. \| \| \| -- \| \| ------------------------------------------------------------------- \| --- \| ----- \| --- \| ---------- \| \| 1. \| \| Malek Džazírí Mehluli Don Ayanda Sibanda \| 6 0 \| 6 1 \| \| \| \| 2. \| \| Aziz Dougaz Benjamin Lock \| 2 6 \| 78 66 \| 7 5 \| \| \| 3. \| \| Malek Džazírí / Skander Mansouri Benjamin Lock / Courtney John Lock \| 6 3 \| 6 2 \| \| \| \| 4. \| \| Aziz Ouakaa Thaco Ncube \| 6 4 \| 6 0 \| \| \| \| 5. \| \| Aziz Dougaz Mehluli Don Ayanda Sibanda \| \| \| \| nehrálo se \| \| \| \| \| \| \| \| \| \| \| \| \| \| \| \| \| \| \| \| \| \| \| \| \| \| \| \| \| \| \| \| \| \| \| \| \| \| \| \| \| |         |                                                                     |     |          |     |            |
| |         |                                                                     | 1.  | 2.       | 3.  |            |
| 1. |         | Malek Džazírí Mehluli Don Ayanda Sibanda                            | 6 0 | 6 1      |     |            |
| 2. |         | Aziz Dougaz Benjamin Lock                                           | 2 6 | 78 66    | 7 5 |            |
| 3. |         | Malek Džazírí / Skander Mansouri Benjamin Lock / Courtney John Lock | 6 3 | 6 2      |     |            |
| 4. |         | Aziz Ouakaa Thaco Ncube                                             | 6 4 | 6 0      |     |            |
| 5. |         | Aziz Dougaz Mehluli Don Ayanda Sibanda                              |     |          |     | nehrálo se |
| |         |                                                                     |     |          |     |            |
| |         |                                                                     |     |          |     |            |
| |         |                                                                     |     |          |     |            |
| |         |                                                                     |     |          |     |            |
| |         |                                                                     |     |          |     |            |

### Maroko vs. Dánsko
| | Maroko | 1 :                                                                      | 3    | Dánsko |     |            |
| --- | ------ | ------------------------------------------------------------------------ | ---- | ------ | --- | ---------- |
| Royal Tennis Club de Marrakech, Marrákeš, Maroko 27.–28. listopadu 2021 antuka |        |                                                                          |      |        |     |            |
| \| \| \| \| 1. \| 2. \| 3. \| \| \| -- \| \| ------------------------------------------------------------------------ \| ---- \| --- \| --- \| ---------- \| \| 1. \| \| Elliot Benchetrit Christian Sigsgaard \| 7 64 \| 3 6 \| 6 2 \| \| \| 2. \| \| Lamine Ouahab August Holmgren \| 6 4 \| 2 6 \| 4 6 \| \| \| 3. \| \| Elliot Benchetrit / Lamine Ouahab Frederik Nielsen / Christian Sigsgaard \| 4 6 \| 4 6 \| \| \| \| 4. \| \| Elliot Benchetrit August Holmgren \| 2 6 \| 0 6 \| \| \| \| 5. \| \| Lamine Ouahab Christian Sigsgaard \| \| \| \| nehrálo se \| \| \| \| \| \| \| \| \| \| \| \| \| \| \| \| \| \| \| \| \| \| \| \| \| \| \| \| \| \| \| \| \| \| \| \| \| \| \| \| \| |        |                                                                          |      |        |     |            |
| |        |                                                                          | 1.   | 2.     | 3.  |            |
| 1. |        | Elliot Benchetrit Christian Sigsgaard                                    | 7 64 | 3 6    | 6 2 |            |
| 2. |        | Lamine Ouahab August Holmgren                                            | 6 4  | 2 6    | 4 6 |            |
| 3. |        | Elliot Benchetrit / Lamine Ouahab Frederik Nielsen / Christian Sigsgaard | 4 6  | 4 6    |     |            |
| 4. |        | Elliot Benchetrit August Holmgren                                        | 2 6  | 0 6    |     |            |
| 5. |        | Lamine Ouahab Christian Sigsgaard                                        |      |        |     | nehrálo se |
| |        |                                                                          |      |        |     |            |
| |        |                                                                          |      |        |     |            |
| |        |                                                                          |      |        |     |            |
| |        |                                                                          |      |        |     |            |
| |        |                                                                          |      |        |     |            |